# ライディング (運転)
ライディング（英語：Riding）は、オートバイ、自転車、水上オートバイにおける運転技術の1つ。モータースポーツにおけるライディングは、サーキットテクニックと呼ばれる。

## 交通安全活動におけるライディング
バイクや自転車を用いて、主に舗装路面で行われる運転技術向上の一種である。バイクは主に新規免許取得者や高齢者、ペーパーライダーを対象として、各地の自動車学校等で講習会が開催されている。
自転車においても主に小学生以下や高齢者を対象とした運転技術向上の一種でもある。
水上バイクを用いて、主に海上で行われる運転技術向上の一種である。水上バイクにおいては一部の小型船舶教習所において主に新規免許取得者や高齢者、ペーパーライダーを対象として講習会が開催されている。

## 発祥と発展
発祥は、交通事故件数の低減を目的として、警察庁指導の下で各都道府県の警察で行っていたものと言われている。
現在では、民間の自動車学校や自動車教習所等で、講習会が行われている。運転技術を競う全国大会など開かれた。
水上バイクの場合は国土交通省指導の下で各地の船舶団体が行っていたものと言われている。現在は民間の小型船舶教習所等でも講習会が行われている。運転技術を競う全国大会も開催されている。